# Edward Yang
Edward Yang (čínsky: 楊德昌, pchin-jinem Yáng Déchāng; 6. listopadu 1947 Šanghaj – 29. června 2007 Los Angeles) byl tchajwanský režisér a scenárista. Spolu s dalšími režiséry Hou Hsiao-hsien a Tsai Ming Liang patřil k předním filmovým tvůrcům tchajwanské nové vlny a tchajwanské kinematografie. V roce 2000 získal v Cannes za film Yi Yi cenu za nejlepší režii.

## Filmografie

### Režie
- In Our Time (1982)
- That Day, on the Beach (1983)
- Taipei Story (1985)
- Teroristé (1986)
- A Brighter Summer Day (1991)
- A Confucian Confusion (1994)
- Ma jiang (1996)
- Raz dva (Yi Yi) (2000)